# آلسیو زربین
آلسیو زربین (انگلیسی: Alessio Zerbin؛ زادهٔ ۳ مارس ۱۹۹۹) بازیکن فوتبال اهل ایتالیا است.
از باشگاه‌هایی که در آن بازی کرده‌است می‌توان به باشگاه فوتبال فروزینونه و باشگاه فوتبال ناپولی اشاره کرد.
وی همچنین در تیم ملی فوتبال زیر ۱۸ سال ایتالیا بازی کرده‌است.